# Club Esportiu Noia
El Club Esportiu Noia (per motius comercials, CE Noia Freixenet) és una entitat esportiva de Sant Sadurní d'Anoia, a l'Alt Penedès, fundada el 1951 i dedicada a la pràctica de l'hoquei sobre patins.
Des de l'any 1973 el principal patrocinador del club és l'empresa més gran de la població i del sector del cava, Freixenet. Es tracta d'un dels patrocinis de major durada a l'esport estatal.

## Història
El club nasqué l'any 1951 sota l'impuls de la Societat Ateneu Agrícola de Sant Sadurní. L'Ateneu fundà un club anomenat Secció Esportiva Noia, més tard Club d'Hoquei Noia, Ateneu Agrícola Noia (1959), i Club Esportiu Noia (1992) en desvincular-se de l'Ateneu. El 1952, la societat Centre Nacional fundà el Club d'Hoquei Sant Sadurní, amb el que mantingué forta rivalitat, desaparegut el 1957.
Va ser un dels fundadors de la màxima competició d’hoquei patins a l’estat, aleshores coneguda com Divisió d’Honor, la temporada 1964-65. Des d’aleshores ha mantingut sempre aquesta categoria a excepció de la temporada 1993-94, quan l’equip va baixar a Primera Nacional, tornant a l’elit només un any després.
El 1981 va inaugurar un nou pavelló, el Pavelló de l'Ateneu Agrícola, després d'haver estat jugant en un pavelló descobert des de la seva fundació.
El primer títol oficial l'aconsegueix amb l'assoliment de la Lliga espanyola de la temporada 1987-88, any on s'aconsegueix també al Recopa d'Europa davant l'Amatori Lodi. L'any següent, s'aconsegueix la Copa d'Europa enfront el Sporting CP. Per tancar aquest cicle de títols, la temporada 1989-90 es guanya la Copa Continental enfront el Roller Monza, així com la primera edició de la Lliga Catalana enfront el HC Piera, arribant de nou a la final de la Copa d'Europa, tot i que en aquesta ocasió es perdria enfront del FC Porto.
Posteriorment, no es guanyaria cap altre títol fins al 1998, quan el Noia guanya la Copa del Rei enfront del Igualada HC a nivell nacional i la Copa de la CERS enfront el CD Paço de Arcos a nivell europeu.
L'any 2005 l'equip Junior del CE Noia Freixenet es proclamà per primer cop Campió d'Espanya en categoria Junior. L'equip que va aconseguir aquell èxit estava format per Luis Gil i Víctor Ramírez a la porteria, Abel Ortega, Eloi Albesa, Octavi Font (Capità), David Creixell, Miquel Martí, Antonio Torreño i Sebas Moreno. Entrenador: Jordi Roca.
Posteriorment, l'any 2008 es torna a guanyar una Copa del Rei, en aquesta ocasió contra el CP Vic en una final disputada al Pavelló Les Comes d'Igualada.
L'any 2014 l'equip Junior del CE Noia Freixenet es proclamà per segon cop Campió d'Espanya en categoria Junior. Aquest equip fa doblet de títols guanyant el Campionat de Catalunya 15 dies abans. L'equip que va aconseguir aquell èxit estava format per Oriol Xaus i Guillem Castellvell com a porters, Pau Bargalló (Capità), Ferran March, Marc Gumà, Jacint Carafí, David Tarrida, Arnau Xaus, Sergi Aragonès i Roger Martí. Entrenador: Keko Iglesias. Aquell mateix any, el primer equip guanya la seva segona Copa de la CERS enfront del Hockey Breganze, assolint el passaport per a la següent temporada guanyar una segona Copa Continental enfront el FC Barcelona.
La temporada 2023-24 el Noia aconsegueix la seva segona Lliga Catalana, derrotant a la final disputada a Palau-solità i Plegamans al FC Barcelona. Aquella mateixa temporada, el Noia arribaria a disputar la final del playoff de la Lliga espanyola, 21 anys més tard de l'anterior ocasió, també contra l'equip blau-grama, el qual acabaria aixecant el títol per un global de tres victòries a una.
L'equip femení ha jugat a la màxima categoria estatal les temporades 2009-10 i 2010-11.

## Jugadors destacats
| - Jordi Bargalló i Poch - Josep Oriol Bargalló i Poch - Francesc Bargalló i Torres - Xavier Brichs i Rovira - Ferran Andreu Escofet - Jordi Carda Torner - Emili Baldris - Pere Font - Jordi Gallart | - Antoni Carafí i Casanovas - Jordi Del Amor i Fabres - Aleix Esteller i Pla - Joan Feixas i Guasch - Pere Ventura - Enric Llopart - Enric Roca | - Marc Gual i Rosell - Jordi Homs i Carol - Eloi Mitjans i Cols - Antoni Tarrida i Renaud - Pere Vàrias i Fernàndez |

## Palmarès
Palmarès del CE Noia masculí:
- 1 Copa d'Europa (1988-89)

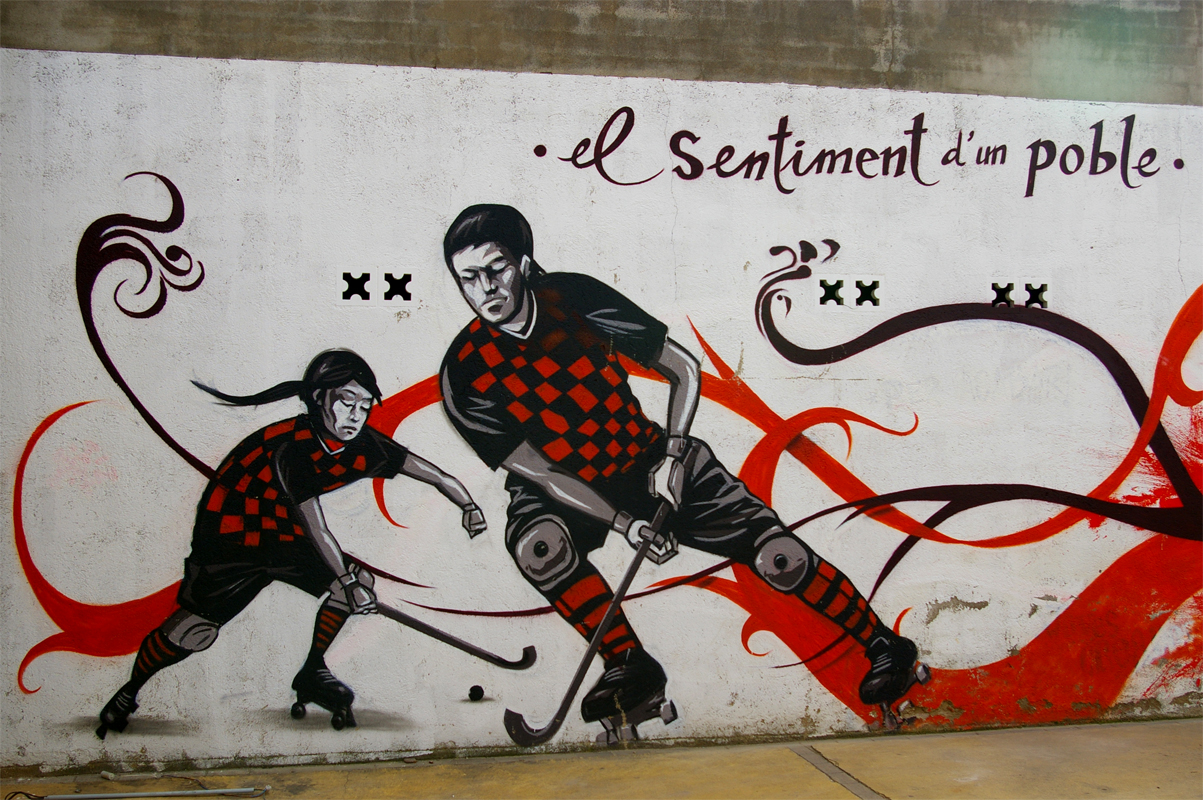
Grafit del CE Noia.

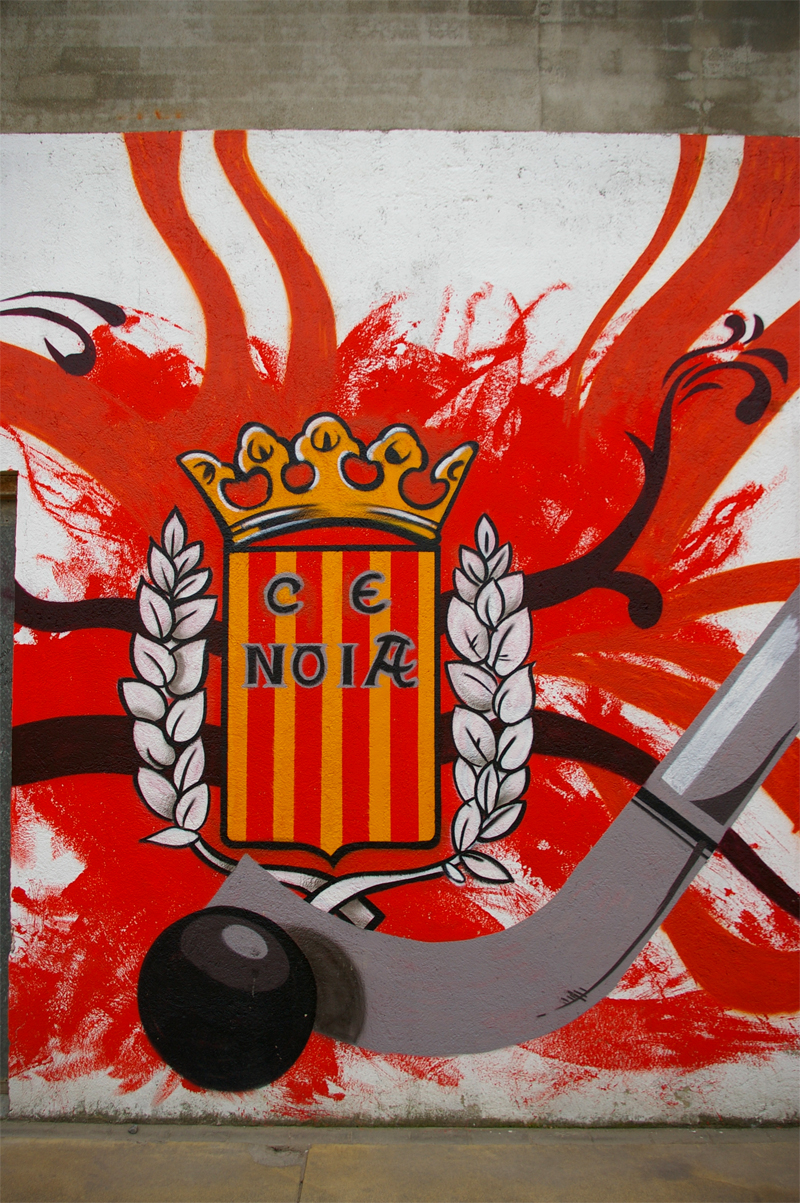
Grafit del CE Noia.

- 2 Copa Continental (1989-90, 2014-15)
- 1 Recopa d'Europa (1987-88)
- 2 Copa de la CERS (1997-98, 2013-14)
- 1 Lliga espanyola (1987-88)
- 2 Copa del Rei (1998, 2008)[13]
- 2 Lliga Catalana (1989-90, 2023-24)
- 1 Copa Federació (2001-02)

## Temporades

### 2008-2009
- Copa d'Europa: Eliminat a quarts de final per 2 a 5 contra el Coinasa Liceo.
- OK Lliga / Lliga espanyola: Eliminat a quarts de final per 2 partits a 1 contra l'Alnimar Reus Deportiu i 5è a la fase regular.
- Copa del Rei / Copa espanyola: Eliminat a quarts de final per 4 a 1 contra el Roncato Vic.
- Supercopa espanyola: Derrotat per 5-1 i 3-4 contra el Barcelona Sorli Discau.

### 2007-2008
La Temporada 2007-2008 va suposar l'assoliment de la segona Copa de l'entitat, després de guanyar el Club Patí Vic a la final disputada a Igualada. A l'OK Lliga es va classificar com a cinquè a la fase regular i va perdre les semifinals dels play-offs amb el FC Barcelona. A la Copa d'Europa van quedar segons del seu grup i no es van classificar per jugar la Final a 4. En la Copa d'Europa, fou Eliminat a la fase regular quedant segon del grup D. En la OK Lliga / Lliga espanyola, fou eliminat a semifinals per 3 partits a 1 contra el FC Barcelona Sorli Discau. 5è a la fase regular. I en la Copa del Rei / Copa espanyola, fou campió.